# Kielosaari (ö i Södra Savolax, Nyslott, lat 62,12, long 28,58)
Kielosaari är en ö i Finland. Den ligger i sjön Haukivesi och i kommunen Nyslott i  landskapet Södra Savolax, i den sydöstra delen av landet, 290 km nordost om huvudstaden Helsingfors. Öns area är 0,8 hektar och dess största längd är 130 meter i öst-västlig riktning.